# Летовище (Мозырский район)
Летовище (бел. Летавішча) — деревня в Осовецком сельсовете Мозырского района Гомельской области Республики Беларусь.

## География

### Расположение
В 47 км на запад от Мозыря, 24 км от железнодорожной станции Муляровка (на линии Гомель — Лунинец), 180 км от Гомеля.

### Гидрография
На реке Крапивня (приток реки Сколодина).

## Транспортная сеть
Транспортные связи по просёлочной, затем автомобильной дороге Острожанка — Скрыгалов. Планировка состоит из прямолинейной меридиональной улицы, к которой на севере присоединяется переулок. Застройка деревянная, усадебного типа.

## История
По письменным источникам известна с конца XIX века как село в Мозырском уезде Минской губернии. В 1917 году в Слобода-Скрыгаловской волости Мозырского уезда Минской губернии. В 1932 году жители вступили в колхоз. Во время Великой Отечественной войны в июле 1943 года оккупанты полностью сожгли деревню и убили 12 жителей. 5 жителей погибли на фронте. Согласно переписи 1959 года в составе совхоза «Осовец» (центр — деревня Осовец).

## Население

### Численность
- 2004 год — 12 хозяйств, 20 жителей.

### Динамика
- 1897 год — 3 двора, 15 жителей (согласно переписи).
- 1917 год — 29 жителей.
- 1940 год — 19 дворов, 80 жителей.
- 1959 год — 133 жителя (согласно переписи).
- 2004 год — 12 хозяйств, 20 жителей.